# Chase the Express
Chase the Express (チェイス・ザ・エクスプレス, Cheisu Za Ekusupuresu), connu en Amérique du Nord sous le nom de Covert Ops: Nuclear Dawn, est un jeu vidéo de tir à la troisième personne développé par Sugar and Rockets et sorti sur PlayStation en 2000. Le 16 mars 2000, Activision annonce annonce l'acquisition des droits d'édition de Chase the Express pour l'Amérique du Nord. Le jeu est alors renommé Covert Ops: Nuclear Dawn pour le marché nord-américain.

## Scénario
En Europe de l'Est, un groupe terroriste connu sous le nom de « Chevaliers de l'Apocalypse », dirigé par l'ex-agent du KGB Boris Zugoski, réussit à pénétrer et à monter à bord du train blindé de l'OTAN, Blue Harvest, dans la banlieue de Saint-Pétersbourg, en Russie. Parmi les personnes à bord se trouvent l'ambassadeur de France, Pierre Simon, sa femme Catherine et sa fille Jane. Zugoski exige 20 milliards de dollars américains et un passage sûr en France en échange de la vie de la famille Simon. La présence d'une bombe nucléaire à bord du train présente également un grand risque. Une équipe de l'OTAN est tuée lors de la première attaque, laissant le lieutenant Jack Morton seul survivant, suspendu à la paroi du train. Après s'être relevé, il entre en contact avec l'Organisation internationale de lutte contre le terrorisme des Nations unies, qui l'informe de la situation et de l'envoi d'une équipe de secours, et lui ordonne de protéger la famille Simon jusqu'à l'arrivée de cette équipe.

## Accueil
Le jeu a reçu des critiques « mitigées » selon l'agrégateur GameRankings. IGN lui attribue une note de 4,8/10, critiquant son gameplay pour les mauvais contrôles et la conception du jeu malgré l'éloge des graphismes et la déclaration que le jeu avait « des environnements détaillés et des modèles de joueurs solides. » Daniel Erickson du magazine Next Generation le qualifie de « bon jeu à louer pour le week-end avec de beaux graphismes mais rien à se mettre sous la dent. » Game Informer lui attribue une note de 7,75/10. 
Au Japon, Famitsu lui attribue une note de 30 sur 40. Du côté francophone, Jeuxvideo.com lui attribue une note de 11/20 le qualifiant de « jeu sans relief qui ne restera sans doute pas dans les mémoires. À conseiller seulement aux fans de films d'action musclés qui seront sans aucun doute en terrain connu. »